# Narsarmijit
Narsarmijit [ˌnɑˈsːɑmːijit] (deutsch Friedrichstal, dänisch Frederiksdal, Kitaamiusut Narsarmiut, bis 2018 offiziell Narsaq Kujalleq [ˈnɑsːɑq kuˈjaɬːɜq], nach alter Rechtschreibung Narssarmijit bzw. Narssaĸ Kujatdleĸ) ist eine grönländische Siedlung im Distrikt Nanortalik in der Kommune Kujalleq.

## Lage
Narsarmijit ist heutzutage der südlichste Ort Grönlands und liegt damit etwa auf gleicher Höhe wie Oslo oder Sankt Petersburg. Er liegt am östlichen Ufer des Narsap Saqqaa. Die nächsten Orte sind Tasiusaq (23 km nordnordwestlich) und Aappilattoq (27 km nordöstlich). Bis zum Distrikthauptort Nanortalik sind es 35 km nach Westnordwesten.

## Geschichte

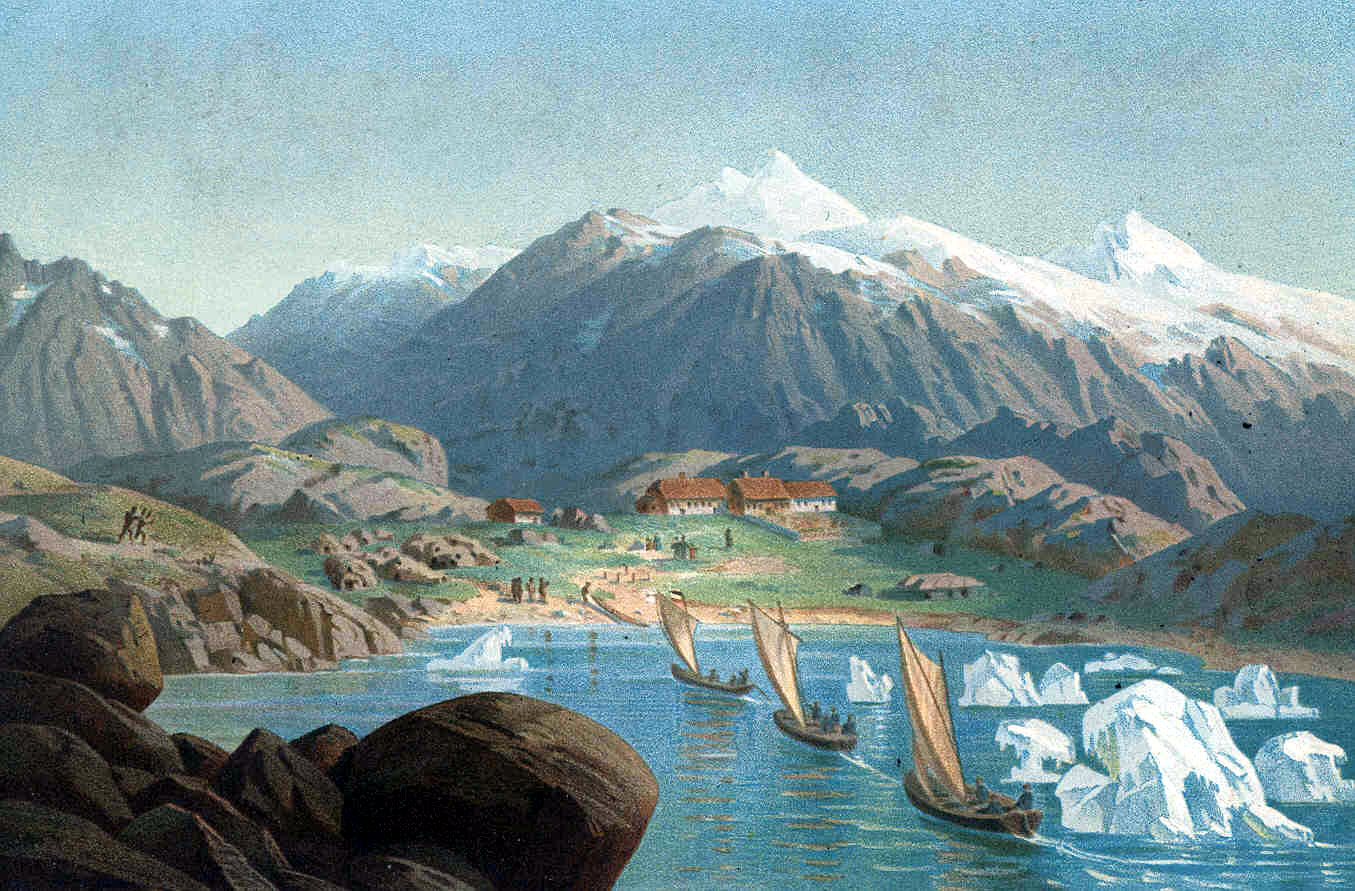
Narsarmijit auf einem Gemälde von Carl Koldewey von 1874

1824 gründete die Herrnhuter Brüdergemeine in Narsarmijit die Missionsstation Friedrichsthal. Sie war die vierte Missionsstation der Herrnhuter nach Neu-Herrnhut, Lichtenfels, und Lichtenau und der Ort wurde 1822 von Konrad Kleinschmidt ausgesucht. Der deutsche und dänische Name bezieht sich auf König Friedrich VI. von Dänemark. Konrad Kleinschmidt hatte ursprünglich den Namen Sonnenthal vorgeschlagen, aber man zog es vor, den dänischen König zu ehren, da das Verhältnis zwischen den Herrnhutern und der dänischen Kolonialmacht ansonsten angespannt war. Die ersten zwei Jahre lebten die Missionare noch in einem grönländischen Wohnhaus, bevor sie 1826 ein Gemeindehaus mit Kirche beziehen konnten, das sie auf den Ruinen eines mittelalterlichen Hofs der Grænlendingar errichtet hatten. Wilhelm August Graah bezeichnete die Missionsstation 1828 als schönste Siedlung Grönlands. Schon 1826 gab es 209 Getaufte, 75 Ungetaufte und 35 zu Taufende sowie 120 Kinder, die zur Missionsstation gehörten. 1834 waren es schon 330 Getaufte. Auch in den 1880er Jahren wurden aber noch 53 Heiden getauft, da an der Südküste Grönlands immer wieder Tunumiit einwanderten.
Der Ort wuchs ab Mitte des 19. Jahrhunderts durch den Dorschfang. 1900 verließen die Herrnhuter Grönland. Anschließend wurde Narsarmijit als ehemalige Missionsstation wie auch Alluitsoq eine eigene Kirchengemeinde, obwohl es sich bei beiden nur um Wohnplätze handelte. 1906 brachte Jens Chemnitz zehn färöische Schafe nach Narsarmijit, was den Grundstein der südgrönländischen Schafzucht markierte. Ab 1911 war Narsarmijit ein Teil der Gemeinde Pamialluk.
1919 gab es 157 Einwohner in Narsarmijit, die in 31 gut gebauten Wohnhäusern lebten. Die Holzkirche hatte einen Altar, einen Predigtstuhl und eine Orgel sowie einen Kirchturm. Sie maß rund 100 m² und hatte ein Schulzimmer, das 21 m² groß war. Es gab zudem eine Pastorenwohnung mit drei Zimmern, Schuppen und Ziegenstall. Sie war ebenfalls aus Holz gebaut, hatte eine Schindeldach und maß ebenfalls 100 m². Es gab zudem ein Versammlungshaus, was damals untypisch war, sowie ein Depothaus, um die große Bevölkerung auch im Winter trotz der Abgelegenheit versorgen zu können. Unter den Bewohnern waren 31 Jäger, ein Fischer, der Pastor, zwei Katecheten und eine Hebamme. Sie lebten fast ausschließlich von der Robbenjagd.
1919 wurde eine Brücke über den kleinen Fluss im Ort gebaut. Um 1920 war Narsarmijit der größte Wohnplatz des Landes und rund dreimal so groß wie der zugehörige Udsted Pamialluk, der 1923 sogar aufgegeben wurde. 1925 wurde die Gemeinde aufgelöst und Narsarmijit wurde Teil der neugegründeten Gemeinde Aappilattoq, nachdem Aappilattoq 1923 als Udsted gegründet worden war. 1937 wurde Narsarmijit in die Gemeinde Nanortalik umgelegt, wobei der Wunsch aufkam, dass Narsarmijit selbst zum Udsted erhoben würde, was Jahrzehnte zuvor wegen der schlechten Hafenverhältnisse abgelehnt wurde. 1947 wurde das Thema erneut diskutiert, aber wegen der schlechteren Fischereiergebnisse gegenüber Aappilattoq erneut abgelehnt. 1950 wurde der Wohnplatz Teil der neuen Gemeinde Nanortalik. Erst 1960, als 207 Personen Narsarmijit bewohnten, wurde der Ort zum Udsted befördert. 1970 lebten 226 Menschen dort.
1959 wurden eine Hebammenwohnung und eine Werkstatt und 1961 ein Versammlungshaus errichtet. Die Fischerei war in den 1960er Jahren die wichtigste Einnahmequelle in Narsarmijit. Dafür gab es ein 1930 errichtetes Fischhaus, einen kleinen Kai von 1955 und ein Packhaus von 1961. Neben der Fischerei spielte auch die Viehhaltung weiterhin eine Rolle und es gab 1968 acht Schäfer im Ort, die zusammen rund 350 Schafe besaßen.
Bei Narsarmijit lag von 1934 bis 1987 eine LORAN-Station (Nuussuaq). Auch das von 1961 bis 1990 genutzte Icecan-Kabel verlief über Narsarmijit von Island nach Kanada.
2009 wurde Narsarmijit Teil der Kommune Kujalleq. Im November 2018 wurde der Ort offiziell in Narsarmijit umbenannt, während er zuvor nur im allgemeinen Sprachgebrauch diesen Namen trug.

## Liste der Kolonialangestellten bis 1921
Folgende Missionare und Pastoren waren bis 1921 in der Kirchengemeinde Frederiksdal tätig. Von 1914 bis 1917 war der Pastor in Lichtenau zuständig.
- 1900–1901: Nikolaj Frederik Severin Balle
- 1901–1912: Jens Anton Barsilaj Ignatius Chemnitz
- 1912–1914: Michael Mathias Johannes Storch
- ab 1917:00. Lars Gerhard Andreas Boas Egede

## Wirtschaft
Narsarmijit lebt heute größtenteils vom Fischfang und von der Jagd. Die Gegend ist reich an Klappmützen, Ringelrobben und Sattelrobben. Die in den 1980er Jahren errichtete, aber bei einem Sturm 2010 stark beschädigte Fischfabrik ist derzeit (2017) außer Betrieb. In ihr wurde zuvor aus Uuaq und Dorsch Salzfisch hergestellt und der Rogen des Seehasen sowie Schwarze Krähenbeeren, Heidelbeeren und Arznei-Engelwurz verarbeitet.

## Infrastruktur und Versorgung
Der fünf Meter tiefe Hafen besteht aus einer 1997 errichteten Hafenmole. Im Osten liegt der Heliport Narsarmijit, der den Ort über die Luft erreichbar macht. Eine Pilersuisoq-Filiale versorgt die Bewohner mit Gütern.
Das Kraftwerk von Narsarmijit ist seit 2010 in Betrieb. Das Wasserwerk sichert seit 2015 die Trinkwasserversorgung über den Fluss Narsap Kuua. Abwasser wird in den Fjord und in den Grund geleitet.

## Bebauung
Die Schule von Narsarmijit unterrichtet Schüler von der 1. bis zur 7. Klasse im Schulgebäude von 1966. Das Servicegebäude beherbergt eine Wäscherei, Sanitärräume, einen Werkraum, einen Versammlungsraum und den Kindergarten. Es gibt zudem ein Dorfbüro in einem Gebäude von 1962, eine Kirche, eine Krankenstation, eine Feuerwehrstation, einen Fußballplatz und eine abrissbedürftige Werkstatt. Das alte Versammlungsgebäude dient heute als Museum.

## Sport
Aus Narsarmijit stammt der 1944 gegründete Fußballverein Kalak-44, der 1959/60 und 2009 an der Grönländischen Fußballmeisterschaft teilnahm.

## Söhne und Töchter
- Simon Simonsen (1877–1925), Landesrat
- Josva Simonsen (1901–1981), Landesrat
- Rink Kleist (1912–1977), Propst und Lehrer
- Maaliaaraq Vebæk (1917–2012), Schriftstellerin, Ethnologin und Journalistin
- Amandus Petrussen (1927–1993), Politiker (Atassut), Katechet, Pastor, Richter, Schriftsteller und Dichter

## Bevölkerungsentwicklung
Die Einwohnerzahl von Narsarmijit geht stark zurück. Seit Ende der 1970er Jahre hat der Ort über 70 % seiner Bevölkerung verloren.

## Panorama

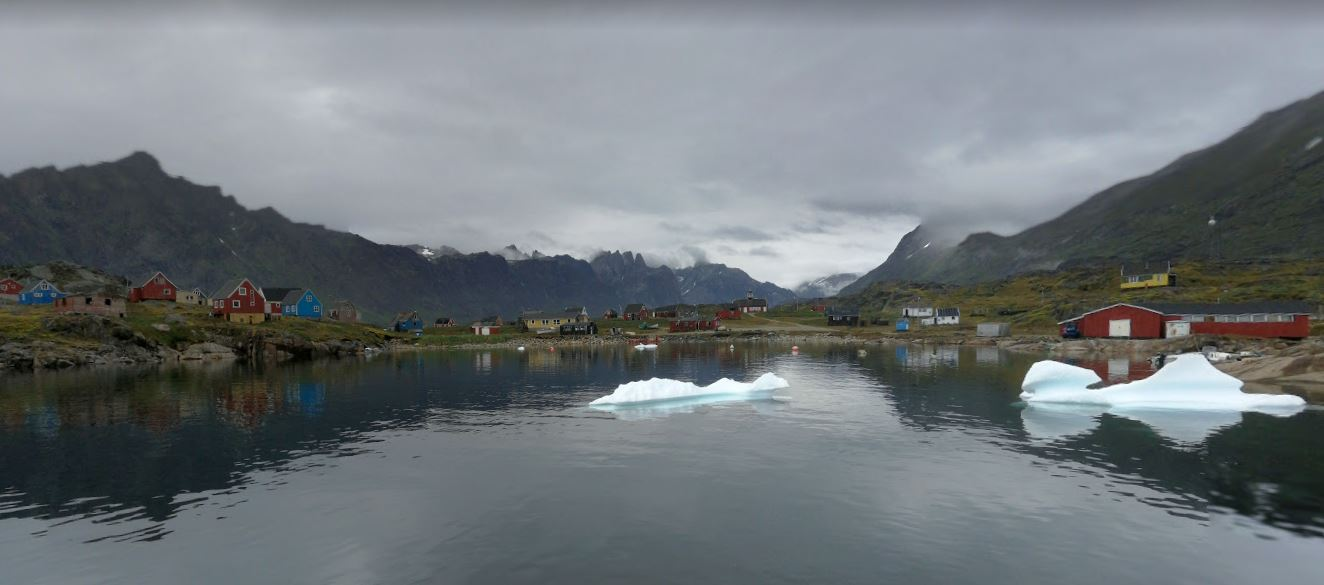
Narsarmijit (2017)